# Región de Kavango del Este

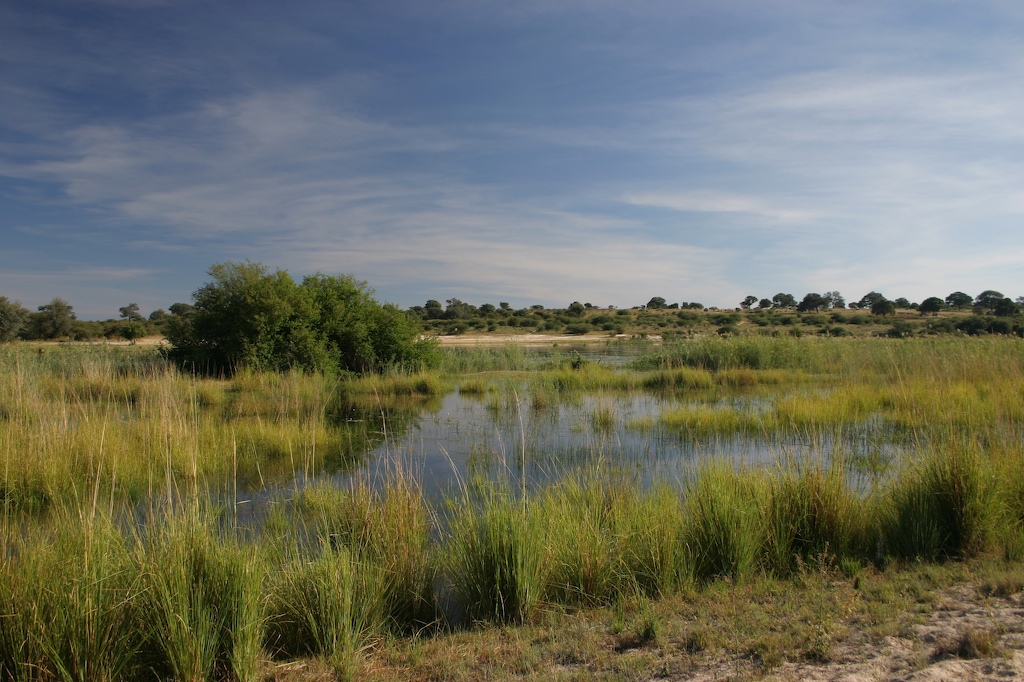
Ribera del Okavango cerca de Utokota

Kavango del Este es una de las catorce regiones de Namibia. Su capital es Rundu. Debido a las precipitaciones son más altas que la mayoría de otras partes de Namibia, esta región tiene un potencial agrícola para el cultivo de una variedad de cultivos, así como para el sector forestal organizada y la agrosilvicultura, que estimula la fabricación de muebles y otras industrias relacionadas.
En el norte, Kavango Este limita con la provincia de Cuando Cubango de Angola, y en el sur y sureste del Distrito Noroeste de Botsuana. En el plano interno, limita con las siguientes regiones:
- Zambezi – este
- Otjozondjupa – suroeste
- Kavango del Oeste – oeste

## Distritos electorales
Esta región cuenta con siete distritos electorales:
- Rundu Urbano
- Rundu Rural del Este
- Rundu Rural del Oeste
- Mashare
- Ndonga Linena
- Ndiyona
- Mukwe